# Postoliska
 (avril 2014).
Si vous disposez d'ouvrages ou d'articles de référence ou si vous connaissez des sites web de qualité traitant du thème abordé ici, merci de compléter l'article en donnant les références utiles à sa vérifiabilité et en les liant à la section « Notes et références ».

Postoliska (prononciation : [pɔstɔˈliska]) est un village polonais de la gmina de Tłuszcz dans le powiat de Wołomin de la voïvodie de Mazovie dans le centre-est de la Pologne.
Il est situé à environ 3 kilomètres au nord-ouest de Tłuszcz (siège de la gmina), 20 kilomètres au nord-est de Wołomin (siège du powiat), et 41 kilomètres au nord-est de Varsovie (capitale de la Pologne).
Le village possède une population d'environ 2 500 habitants en 2010.

## Histoire
De 1975 à 1998, le village appartenait administrativement à la voïvodie d'Ostrołęka.